# Cleome microcarpa
Cleome microcarpa là một loài thực vật có hoa trong họ Màng màng. Loài này được Ule mô tả khoa học đầu tiên năm 1908.